# Bake Off España
Bake Off España (también conocido como Bake Off: El gran pastelero) es un programa de televisión gastronómico que busca al mejor pastelero/a amateur de España emitido en Cuatro entre el 6 de marzo y el 19 de mayo de 2019. Se trata de la adaptación española del programa de la BBC The Great British Bake Off. El formato es presentado por Jesús Vázquez y el jurado está compuesto por los reposteros Betina Montagne, Dani Álvarez y Miquel Guarro.
El 16 de diciembre de 2021, Amazon Prime Video estrenó la versión Celebrity del formato bajo la denominación Celebrity Bake Off España con un equipo totalmente renovado que luego tendría una segunda temporada el 11 de enero de 2025 en La 1 bajo la denominación Bake Off: Famosos al horno.

## Formato
Bake Off es un espacio de emisión semanal, donde en cada programa un participante es eliminado. Consiste en tres pruebas semanales, a través de las cuales los participantes son evaluados por el jurado y, en función de los resultados obtenidos a lo largo de los tres desafíos, deciden quién es el pastelero estrella de la semana y quién debe abandonar la competición. Dichas pruebas son las siguientes:
- Prueba de autor: Los concursantes deben elegir un postre tradicional y reinterpretarlo siguiendo las directrices del jurado.
- Prueba técnica: Los participantes han de replicar exactamente un postre que proponga el jurado. Posteriormente, dichos jueces realizan la cata a ciegas y clasifican a los aspirantes.
- Prueba wow: El jurado les da a los concursantes una consigna general y unas indicaciones sobre qué tipo de elaboración deben preparar.

El ganador/a, aparte del reconocimiento como mejor pastelero/a amateur, recibe un premio económico de 50.000 euros.

## Temporadas

### Bake Off España
| Temporada | Temporada | N.º de programas | Participantes | Cadena | Estreno            | Final              | Ganador/a    | Audiencia media | Audiencia media |
| Temporada | Temporada | N.º de programas | Participantes | Cadena | Estreno            | Final              | Ganador/a    | Espectadores    | Cuota           |
| --------- | --------- | ---------------- | ------------- | ------ | ------------------ | ------------------ | ------------ | --------------- | --------------- |
|           | 1         | 10               | 12            |        | 6 de marzo de 2019 | 19 de mayo de 2019 | Jorge Cabeza | 847 000         | 5,6%            |

### Bake Off: Famosos al horno
| Temporada | Temporada | N.º de programas | Participantes | Cadena              | Estreno                 | Final                   | Ganador      | Audiencia media | Audiencia media |
| Temporada | Temporada | N.º de programas | Participantes | Cadena              | Estreno                 | Final                   | Ganador      | Espectadores    | Cuota           |
| --------- | --------- | ---------------- | ------------- | ------------------- | ----------------------- | ----------------------- | ------------ | --------------- | --------------- |
|           | 1         | 10               | 12            |                     | 16 de diciembre de 2021 | 16 de diciembre de 2021 | Pablo Rivero |                 |                 |
|           | 2         | 12               | 14            |                     | 11 de enero de 2024     | 3 de abril de 2024      | Ana Boyer    | 848 000         | 11,1%           |
|           | 3         |                  | 14            | 12 de enero de 2025 | 24 de marzo de 2025     | Mario Marzo             | 738 000*     | 9,7%*           |                 |
| Total     | Total     | 22               | 40            |                     | 2021                    |                         |              |                 |                 |

## Equipo

### Presentador
| Edición       | 1    |
| Año           | 2019 |
| ------------- | ---- |
| Jesús Vázquez |      |

### Jurado
Las actuaciones de los concursantes son valoradas por un jurado profesional.
| Edición                                                  | 1    |
| Año                                                      | 2019 |
| -------------------------------------------------------- | ---- |
| Betina Montagne Chef y profesora de pastelería americana |      |
| Daniel Álvarez Maestro pastelero y chef de obrador       |      |
| Miquel Guarro Chef pastelero y maestro chocolatero       |      |

+ Un cocinero/pastelero famoso - cocinera/pastelera famosa diferente por programa.

## Primera edición (2019)
Los dos primeros episodios de la edición se emitieron la noche del miércoles. El tercero se trasladó a la noche del martes y, a partir del cuarto, se emitieron el domingo, para evitar competir con su principal rival, MasterChef.

### Aspirantes
| Nombre          | Procedencia | Edad    | Ocupación            | Información      |
| --------------- | ----------- | ------- | -------------------- | ---------------- |
| Jorge Cabeza    | Barcelona   | 35 años | Enfermero            | Ganador          |
| Alba Rodríguez  | Tenerife    | 28 años | Ama de casa          | 2.ª clasificada  |
| David Arroyo    | Madrid      | 18 años | Estudiante           | 3.er clasificado |
| Steffana Guzmán | Madrid      | 26 años | Influyente           | 9.ª expulsada    |
| Iván Romero     | Madrid      | 33 años | Camarero             | 8.º expulsado    |
| Sònia Gómez     | Barcelona   | 26 años | Psicóloga            | 7.ª expulsada    |
| Rubén Hernández | Madrid      | 25 años | Organizador de bodas | 6.° expulsado    |
| Begoña Amezúa   | Cantabria   | 56 años | Comercial            | 5.ª expulsada    |
| Judith          | Guipúzcoa   | 30 años | Hostelera            | 4.ª expulsada    |
| Mónica Texaco   | Barcelona   | 51 años | Exempresaria         | 3.ª expulsada    |
| Antonio         | Murcia      | 66 años | Jubilado             | 2.° expulsado    |
| Víctor Samedy   | Valencia    | 33 años | Cantante             | 1.er expulsado   |

### Estadísticas semanales
| Concursantes | 1     | 1         | 2         | 3         | 4         | 5         | 6         | 7         | 8         | 9         | Final       |
| ------------ | ----- | --------- | --------- | --------- | --------- | --------- | --------- | --------- | --------- | --------- | ----------- |
| Jorge        | Entra | Salvado   | Ganador   | Salvado   | Nominado  | Salvado   | Salvado   | Nominado  | Salvado   | Finalista | Ganador     |
| Alba         | Entra | Salvada   | Salvada   | Salvada   | Salvada   | Salvada   | Nominada  | Ganadora  | Nominada  | Finalista | Subcampeona |
| David        | Entra | Salvado   | Salvado   | Nominado  | Salvado   | Nominado  | Ganador   | Nominado  | Nominado  | Finalista | Tercero     |
| Steffana     | Entra | Ganadora  | Nominada  | Nominada  | Nominada  | Salvada   | Salvada   | Salvada   | Ganadora  | Expulsada |             |
| Iván         | Entra | Salvado   | Nominado  | Salvado   | Salvado   | Ganador   | Salvado   | Salvado   | Expulsado |           |             |
| Sònia        | Entra | Salvada   | Salvada   | Salvada   | Salvada   | Nominada  | Nominada  | Expulsada |           |           |             |
| Rubén        | Entra | Salvado   | Salvado   | Salvado   | Ganador   | Salvado   | Expulsado |           |           |           |             |
| Begoña       | Entra | Salvada   | Salvada   | Ganadora  | Salvada   | Expulsada |           |           |           |           |             |
| Judith       | Entra | Nominada  | Salvada   | Salvada   | Expulsada |           |           |           |           |           |             |
| Mónica       | Entra | Nominada  | Salvada   | Expulsada |           |           |           |           |           |           |             |
| Antonio      | Entra | Salvado   | Expulsado |           |           |           |           |           |           |           |             |
| Víctor       | Entra | Expulsado |           |           |           |           |           |           |           |           |             |

     Mejor concursante de la semana. Consigue el delantal azul.
     Concursante salvado que avanza hacia la siguiente ronda.
     Concursante nominado.
     Concursante eliminado.
     El concursante quedó tercero.
     El concursante fue subcampeón.
     El concursante fue ganador.

### Episodios

#### Episodio 1: Estreno
| Participante | Prueba técnica (Marquise de chocolate) | Prueba wow (Panna cotta)               | Resultado          |
| ------------ | -------------------------------------- | -------------------------------------- | ------------------ |
| Sònia        | 1.º                                    | Chocolate y salsa de caramelo          | Avanza             |
| Steffana     | 2.ª                                    | Vainilla y salsa de naranja            | Pastelera estrella |
| Jorge        | 3.º                                    | Papaya y salsa de chocolate            | Avanza             |
| Antonio      | 4.º                                    | Vainilla y salsa de fresa              | Avanza             |
| Iván         | 5.º                                    | Fresa con lavanda y salsa de chocolate | Avanza             |
| David        | 6.º                                    | Chocolate y salsa de fresa             | Avanza             |
| Mónica       | 7.ª                                    | Fresa con chocolate y salsa de lavanda | Nominada           |
| Alba         | 8.ª                                    | Chocolate con banana y salsa citrus    | Avanza             |
| Víctor       | 9.º                                    | Banana y salsa citrus                  | Eliminado          |
| Begoña       | 10.ª                                   | Marmolada y salsa inglesa de ron       | Avanza             |
| Judith       | 11.ª                                   | Fresa y salsa citrus                   | Nominada           |
| Rubén        | 12.º                                   | Cítricos con salsa inglesa             | Avanza             |

#### Episodio 2: Pastelería española
| Participante | Prueba técnica (Tarta tocinito) | Prueba wow (Bartolillos)  | Resultado          |
| ------------ | ------------------------------- | ------------------------- | ------------------ |
| Begoña       | 1.ª                             | Chocolate                 | Avanza             |
| Jorge        | 2.º                             | Crema pastelera y licor   | Pastelero estrella |
| Sònia        | 3.ª                             | Licor de café             | Avanza             |
| Mónica       | 4.ª                             | Crema de fresas           | Avanza             |
| Rubén        | 5.º                             | Chocolate amargo          | Avanza             |
| Judith       | 6.ª                             | Chocolate blanco y frutas | Avanza             |
| Alba         | 7.ª                             | Frutas tropicales         | Avanza             |
| Steffana     | 8.ª                             | Cítricos                  | Nominada           |
| David        | 9.º                             | Salsa de chocolate blanco | Avanza             |
| Iván         | 10.º                            | Naranja y limón           | Nominado           |
| Antonio      | 11.º                            | Banana split              | Eliminado          |

#### Episodio 3: Pastelería francesa
| Participante | Prueba técnica (Tarta ópera) | Prueba wow (Torre de eclairs)   | Resultado          |
| ------------ | ---------------------------- | ------------------------------- | ------------------ |
| Jorge        | 1.º                          | Crema pastelera y licor de café | Avanza             |
| Begoña       | 2.ª                          | Chocolate y crema batida        | Pastelera estrella |
| Iván         | 3.º                          | Queso crema y fresas            | Avanza             |
| Rubén        | 4.º                          | Chocolate amargo                | Avanza             |
| Steffana     | 5.ª                          | Maracuyá y fresas               | Nominada           |
| Mónica       | 6.ª                          | Cítricos                        | Eliminada          |
| Sònia        | 7.ª                          | Dulce de leche                  | Avanza             |
| Judith       | 8.ª                          | Mousse de mango                 | Avanza             |
| David        | 9.º                          | Arroz con leche                 | Nominado           |
| Alba         | 10.ª                         | Frutos del bosque               | Avanza             |

#### Episodio 4: Merengue
| Participante | Prueba técnica (Pavlova) | Prueba wow (6 mini tartas)  | Resultado          |
| ------------ | ------------------------ | --------------------------- | ------------------ |
| Rubén        | 1.º                      | Chocolate y fresa           | Pastelero estrella |
| Iván         | 2.º                      | Pistacho y pera             | Avanza             |
| Begoña       | 3.ª                      | Crema pastelera             | Avanza             |
| Sònia        | 4.ª                      | Chocolate amargo            | Avanza             |
| David        | 5.º                      | Dulce de leche y frambuesas | Avanza             |
| Alba         | 6.ª                      | Frambuesa y limón           | Avanza             |
| Judith       | 7.ª                      | Naranja y limón             | Eliminada          |
| Jorge        | 8.º                      | Chocolate y maracuyá        | Nominado           |
| Steffana     | 9.ª                      | Champán y maracuyá          | Nominada           |

#### Episodio 5: Chocolate
| Participante | Prueba técnica (Soufflé de chocolate) | Prueba wow (Estructura de 40cm) | Resultado          |
| ------------ | ------------------------------------- | ------------------------------- | ------------------ |
| Steffana     | 1.ª                                   | Estadio de fútbol               | Avanza             |
| Iván         | 2.º                                   | Botella de vino                 | Pastelero estrella |
| Alba         | 3.ª                                   | Casa                            | Avanza             |
| Rubén        | 4.º                                   | Faro                            | Avanza             |
| David        | 5.º                                   | Torre de cartas                 | Nominado           |
| Begoña       | 6.ª                                   | Iglesia                         | Eliminada          |
| Sònia        | 7.ª                                   | Matrimonio                      | Nominada           |
| Jorge        | 8.º                                   | Fábrica                         | Avanza             |

#### Episodio 6: Imaginación
| Participante | Prueba técnica (Tres leches) | Prueba wow (Cuadrados rellenos) | Resultado          |
| ------------ | ---------------------------- | ------------------------------- | ------------------ |
| David        | 1.º                          | Chocolate y caramelo            | Pastelero estrella |
| Steffana     | 2.ª                          | Fresas y limón                  | Avanza             |
| Sònia        | 3.ª                          | Dulce de leche                  | Nominada           |
| Rubén        | 4.º                          | Banana y vainilla               | Eliminado          |
| Jorge        | 5.º                          | Licor de café                   | Avanza             |
| Iván         | 6.º                          | Chocolate amargo                | Avanza             |
| Alba         | 7.ª                          | Naranja y frutos del bosque     | Nominada           |

#### Episodio 7: Cumpleaños
| Participante | Prueba técnica (Cake pops) | Prueba wow (Tarta temática) | Resultado          |
| ------------ | -------------------------- | --------------------------- | ------------------ |
| Alba         | 1.ª                        | Ben 10                      | Pastelera estrella |
| Iván         | 2.º                        | Barça x Real Madrid         | Avanza             |
| Sònia        | 3.ª                        | Nickelodeon                 | Eliminada          |
| Jorge        | 4.º                        | Peñarol                     | Nominado           |
| Steffana     | 5.ª                        | Stranger Things             | Avanza             |
| David        | 6.º                        | Balón de fútbol             | Nominado           |

#### Episodio 8: Galletas
| Participante | Prueba técnica (Alfajores) | Prueba wow (Escultura)                 | Resultado          |
| ------------ | -------------------------- | -------------------------------------- | ------------------ |
| David        | 1.º                        | Edificio                               | Nominado           |
| Steffana     | 2.ª                        | Monumento a la independencia de México | Pastelera estrella |
| Jorge        | 3.º                        | Hospital                               | Avanza             |
| Iván         | 4.º                        | Torre Eiffel                           | Eliminado          |
| Alba         | 5.ª                        | La Alhambra                            | Nominada           |

#### Episodio 9: Semifinal
| Participante | Prueba técnica (Tarta Paris-Brest) | Prueba wow (Donuts)         | Resultado |
| ------------ | ---------------------------------- | --------------------------- | --------- |
| Jorge        | 1.º                                | Dulce de leche y frambuesas | Finalista |
| David        | 2.º                                | Chocolate y licor de café   | Finalista |
| Steffana     | 3.ª                                | Fresas y cítricos           | Eliminada |
| Alba         | 4.ª                                | Chocolate y vainilla        | Finalista |

#### Episodio 10: Final
| Participante | Prueba técnica (Tarta Bake Off) | Prueba wow (Tarta la gran Final) | Resultado        |
| ------------ | ------------------------------- | -------------------------------- | ---------------- |
| Jorge        | 1.º                             | Uruguay                          | Ganador          |
| David        | 2.º                             | Familia                          | 3.er clasificado |
| Alba         | 3.ª                             | Islas Canarias                   | 2.ª clasificada  |

### Episodios y audiencias
| Fecha      | Características del programa                        | Audiencia        |
| ---------- | --------------------------------------------------- | ---------------- |
| 06/03/2019 | Gala 1 / Expulsión de Víctor                        | 1 008 000 (8,0%) |
| 13/03/2019 | Gala 2 / Expulsión de Antonio                       | 798 000 (6,4%)   |
| 19/03/2019 | Gala 3 / Expulsión de Mónica                        | 970 000 (8,2%)   |
| 31/03/2019 | Gala 4 / Expulsión de Judith                        | 799 000 (5,1%)   |
| 07/04/2019 | Gala 5 / Expulsión de Begoña                        | 875 000 (4,7%)   |
| 14/04/2019 | Gala 6 / Expulsión de Rubén                         | 734 000 (4,5%)   |
| 21/04/2019 | Gala 7 / Expulsión de Sònia                         | 1 052 000 (6,3%) |
| 28/05/2019 | Gala 8 / Expulsión de Iván                          | 596 000 (3,5%)   |
| 12/05/2019 | Gala 9 : Expulsión de Steffana                      | 680 000 (4,1%)   |
| 19/05/2019 | Gala 10 Ganador: Jorge Cabeza2.ª: Alba / 3.º: David | 958 000 (5,6%)   |

     Líder en su franja horaria.

## PalmarésBake Off España
| Edición           | Fecha | Ganador      | Subcampeón     | 3.er clasificado |
| ----------------- | ----- | ------------ | -------------- | ---------------- |
| Bake Off España 1 | 2019  | Jorge Cabeza | Alba Rodríguez | David Arroyo     |

## Audiencia media
| Edición                          | Fecha | Cadena | Espectadores | Cuota de pantalla | Gran final     |
| -------------------------------- | ----- | ------ | ------------ | ----------------- | -------------- |
| Bake Off España: Primera edición | 2019  | Cuatro | 847 000      | 5,6%              | 958 000 (5,6%) |